# Vent de Mars
Vent de Mars est un roman de Henri Pourrat publié en 1941 et reçoit le prix Goncourt la même année.

## Historique
Dans le contexte de la France occupée et alors que le prix l'année précédente avait été « réservé », le roman reçoit le 20 Décembre 1941 le prix Goncourt par six voix contre trois à Guy des Cars, pour l'Officier sans nom.  
Publié chez Gallimard, Vent de Mars est dédié à Jean Paulhan. 
Le jury se composait de : René Benjamin, Sacha Guitry, Léo Largueir, J-H Rosny jeune, Francis Carco, Pierre Champion, Lucien Descaves, Roland Dorgelès, Jean Ajalbert.

## Résumé
Comme son biographe, Pierre Pupier le précise « dans les jours de tourmente où entrait la France, Henri Pourrat espérait dans la grande révolution nationale et sa politique de retour à la terre, la défense de ce que ses livres disaient toujours, ces valeurs de civilisation pour l'homme et de la nation, racinées dans les vertus terriennes ». 
L'ouvrage se présente comme un journal qui égrène les réflexions du rédacteur entre juin 1938 et novembre 1940. Pour répondre par l'espérance au défaitisme politique et moral, il reprend l'image du vent de mars à la bouche tiède  « le vent de mars fait de lumière, qui vient à grande haleine par sa bouche tiède ».

## Éditions
- Vent de Mars, Éditions Gallimard, 1941.